# Bharata (emperador)
Bharatá es un mítico emperador de la literatura clásica de la India.

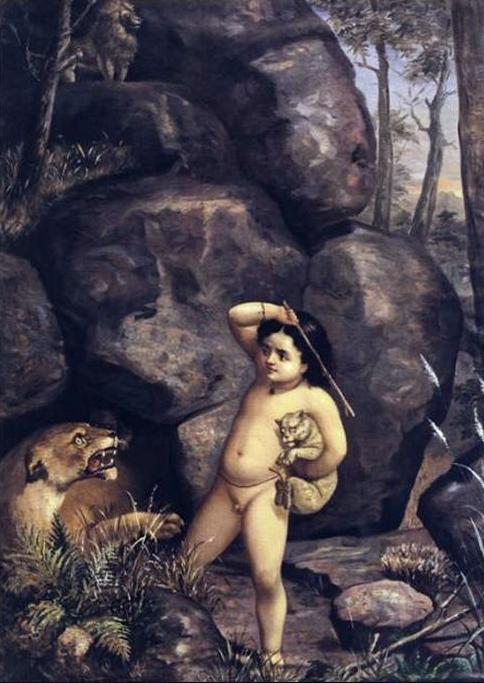
Pintura de Raja Ravi Varma que representa a Bharatá cuando era niño.

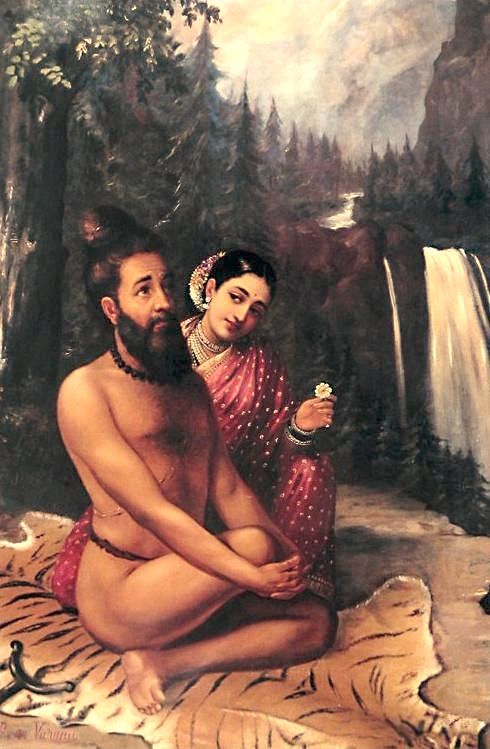
La ninfa Ménaka seduce al sabio célibe Vishuamitra. Pintura de Raja Ravi Varma.

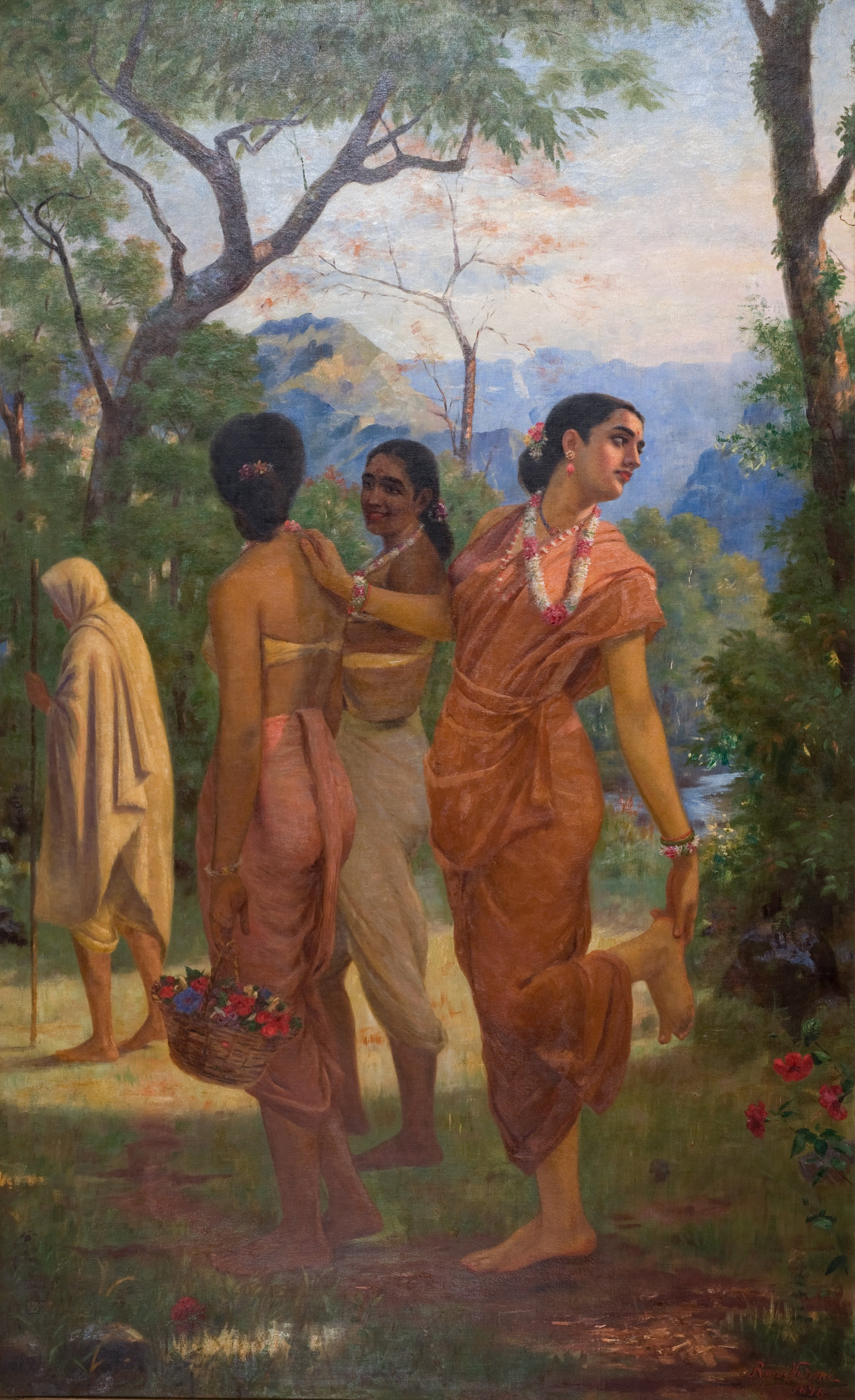
Shakuntalá. Pintura de Raja Ravi Varma.

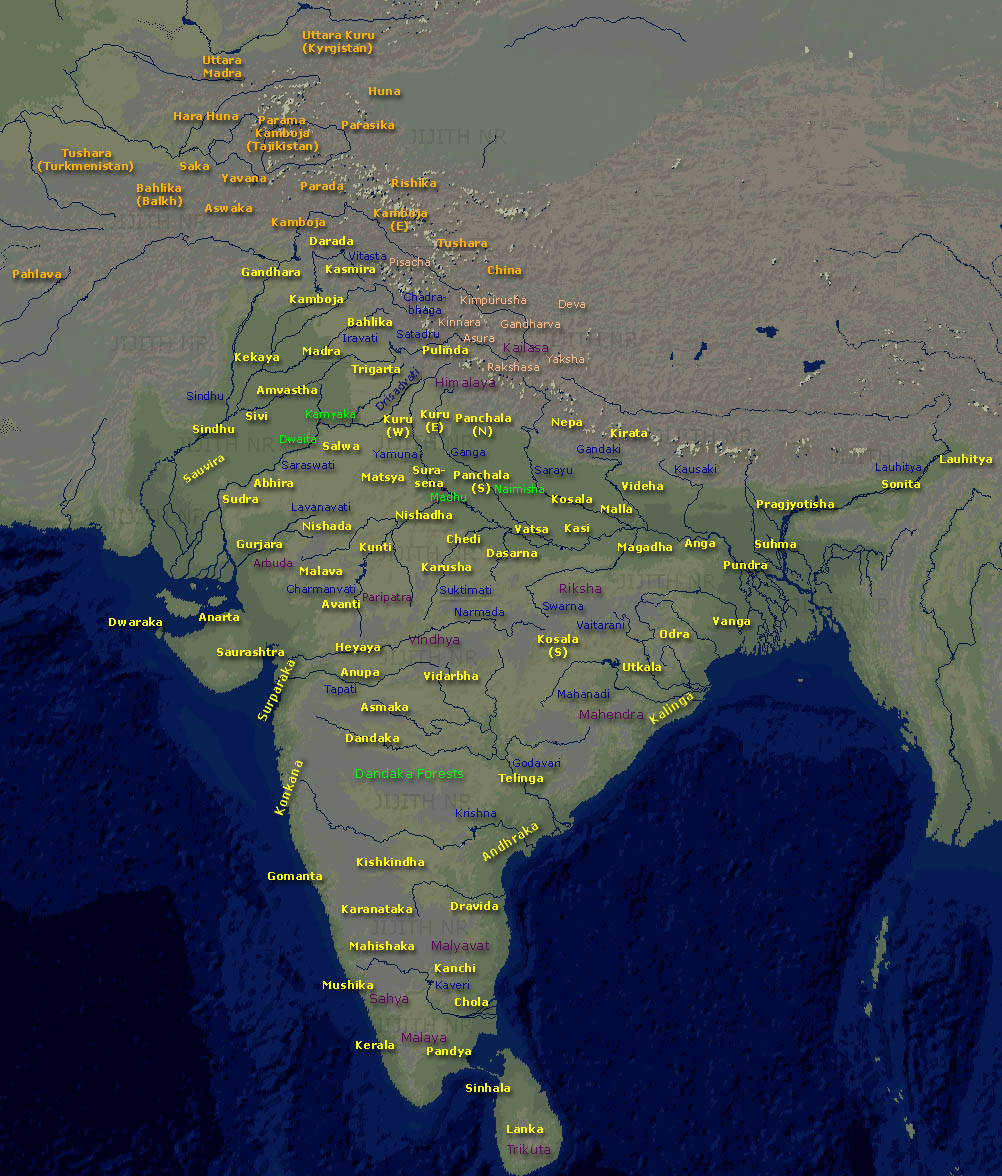
Mapa de la India épica.

Según la mitología hinduista, fue el primero en conquistar toda la India, uniéndola en una sola entidad (que en honor a él actualmente se denomina Bharata Varsa).
De acuerdo con algunos Puranas, el término Bharata Varsha se aplica a todo el planeta y no solo a la India.
La actual República de India se conoce oficialmente como Bhārat (en idioma hindi) o Bhārata (en sánscrito) —que según Monier Monier-Williams significa ‘perteneciente a Bharatá’— en honor a este emperador Bharatá.

## Bharatvarsha
El Visnú-purana describe la descripción de Bharatá Varsham.
En sánscrito
uttaraṃ yat-samudrasya himādreś-caiva dakṣiṇam
varṣaṃ tad-bhārataṃ nāma bhāratī yatra santatiḥ
En letra devánagari
उत्तरं यत्समुद्रस्य हिमाद्रेश्चैव दक्षिणम् ।
वर्षं तद् भारतं नाम भारती यत्र संततिः ।।
En español
El país (varṣam) que está entre el norte del océano (samudra) y el sur de las montañas heladas tiene el nombre Bhāratam; allí habitan los descendientes de Bharatá.

## Literatura
De acuerdo con el Adi Parva (primer capítulo) del Majábharata, el rey Bharatá era hijo del rey Dushianta y de Shakuntalá, y por lo tanto descendía de la dinastía lunar de la casta chatría (guerreros).
Originalmente se llamaba Sarva Damana (‘dominador de todos’).
El Majábharata recuenta los sucesos de su vida, por los que luego fue llamado Bharata (‘el que sostiene’).

## Historia de Bharatá
La apsará (ninfa) Ménaka descendió del cielo por orden del envidioso dios Indra para distraer al sabio Vishuá Mitra de su profunda meditación.
Tuvo éxito, y concibió un hijo de él.
Vishuá Mitra, enojado por la pérdida de la virtud que había acumulado en largos años de estricto ascetismo, echó a la madre y al bebé, para retomar su trabajo de meditación.
Ménaka se dio cuenta de que no podía dejar al bebé con su padre en medio de los Himalayas, pero como tenía que retornar a la morada celestial para continuar su trabajo de cortesana, Ménaka abandonó a la recién nacida Shakuntalá en las orillas del río Malini, en un valle de los Himalayas.
Shakuntalá fue encontrada por el rishi Kaṇua rodeada y protegida por los pájaros (shakuntá en sánscrito), y por eso la llamó Shakuntalá.
Shakuntalá creció en el ásram del rishi Kaṇua.
El rey Dushianta encontró a Shakuntalá mientras viajaba a través del bosque con su ejército.
Persiguió a un venado herido por su flecha hasta el ásram, donde vio cómo Shakuntalá lo cuidaba y se enamoró de ella.
Él le pidió disculpas por haber herido a su mascota y pasó un tiempo en el áshrama.
Allí mismo se casaron.
Dushianta volvió a la ciudad tiempo después, dejando a Shakuntalá en el áshram.
Con el tiempo, Shakuntalá dio a luz a un bebé.
El sabio Kanwa lo llamó Sarvadamana (‘el que conquista a todos’, que probablemente fue un nombre puesto posteriormente, cuando ya era rey).
Rodeado solo por animales salvajes, Sarvadamana se crio como un niño muy fuerte, que se divertía contándole los dientes a los tigres y leones.
Shakuntalá viajó hasta el palacio de Dushianta con su hijo.
Al llegar a la corte de Dushianta, Shakuntalá se sintió herida cuando su marido no la reconoció, ni recordaba nada acerca de ella.
En realidad, Dushianta no la reconocía para que sus súbditos la aceptaran como su verdadera esposa, ya que él temía a los rumores que circulaban acerca de la impropiedad de ese matrimonio.
Después de un largo argumento de Shakuntalá, el rey la aceptó como su esposa.
El niño fue rebautizado como Bharatá.
El joven Bharatá conquistó y reinó sobre el continente entero de la India, desde el mar hasta los Himalayas.
Su imperio fue nombrado Bharatá Varsha, la tierra de Bharatá.
Igual en valor que Indra, Bharatá era un rey virtuoso.
Su esposa Sunanda Devi fue casta y devota.
Ninguno de los hijos que tuvieron sobrevivía.
En esa época, los indios dependían exclusivamente de la medicina ayurvédica, por lo que sus bebés hasta los cinco años recibían el nombre de ku-mara (‘fácil-muere’). Actualmente sobrevive esa costumbre, debido a que la India es uno de los países con mayor mortalidad infantil.
Bharatá y Sunanda realizaron un sacrificio religioso Maruisoma en las orillas del río Ganges para tener hijos.
A su debido tiempo tuvieron un hijo, al que llamaron Bhumanyu.
En su dinastía nacerían los Pandavas.
Las hazañas de Bharatá como príncipe se dramatizan en la obra de teatro El reconocimiento de Shakuntalá de Kalidasa.